# Limited Edition (Lied)
Limited Edition (englisch für „Limitierte Auflage“) ist ein Lied der deutschen Pop- und Schlagersängerin Vanessa Mai aus dem Jahr 2024. Das Stück ist die dritte Singleauskopplung aus ihrem zehnten Studioalbum Matrix.

## Entstehung und Artwork
Das Lied wurde gemeinsam von Florian Apfl, Megan Ashworth und Patrick Liegl (Patrick Gold) geschrieben. Apfl und Gold waren darüber hinaus, zusammen mit Matthias Distel (Ikke Hüftgold) und Dominik de Leon, für die Produktion verantwortlich. Während Mai hierbei, nach der vorangegangenen Single Nicht von dieser Erde (Januar 2024), zum zweiten Man mit Ashworth zusammenarbeitete, waren Distel und de Leon bereits für die Produktionen ebendieser sowie den weiteren zuvor erschienenen Singles Oben (November 2023), Geiles Life (Oktober 2023) und Igel (September 2023) verantwortlich. Bei der Produktion zu Igel waren ebenfalls Apfl und Gold beteiligt. Neben ihren Autoren- und Produktionstätigkeiten zeichneten Apfl und de Leon auch für die Programmierung verantwortlich. Die Abmischung und das Mastering erfolgte unter der alleinigen Leitung von Gold.
Auf dem Frontcover der Single ist – neben Liedtitel und Interpretenangabe – Mai zu sehen, die auf einer Couch Platz genommen hat. Sie trägt einen schwarz-transparenten Einteiler, während sie ihren Kopf auf ihren Händen abstützt, die wiederum auf ihren Knien abgestützt werden und ihren Blick in die Kamera gerichtet hat. Die Fotografie tätigte der Berliner Fotograf Paul Hüttemann.

## Veröffentlichung und Promotion
Die Erstveröffentlichung von Limited Edition erfolgte als Single am 9. Februar 2024. Diese erschien als digitaler Einzeltrack zum Download und Streaming bei Ariola (Katalognummer: 19687179599). Der Vertrieb erfolgte durch Sony Music Entertainment, verlegt wurde das Lied durch BMG Rights Management und Guesstimate Publishing. Am 3. Mai 2024 erschien das Lied als Teil von Mais zehntem Studioalbum Matrix, dessen dritte Singleauskopplung es ist.
Einen ersten Hinweis zur Veröffentlichung von Limited Edition gab es am 19. Januar 2024, als Mai zusammen mit Lola Weippert einen Beitrag wie folgt kommentierte: „Wir sind nicht komisch, wir sind Limited Edition“. Einen Tag vor der Singleveröffentlichung erschien bereits ein Audio-Video auf YouTube. Um die Veröffentlichung der Single zu bewerben, bekam Mai Unterstützung durch Chiara Tews, die zusammen ein Tanzvideo zu Limited Edition drehten und über die sozialen Medien von Mai publizierten.

## Inhalt
| „Ich bin noch nicht müde, lass mal tanzen, noch ’n bisschen. Die Nacht ist nicht vorbei, sondern irgendwas dazwischen. Von oben tropft der Schweiß und heute will ich’s wissen. Ich will nicht irgendwas, ich will Limited Edition.“ – Refrain, Originalauszug | Der Liedtext zu Limited Edition ist, anders als die Titelbezeichnung, in deutscher Sprache verfasst. Der Titel selbst ist englischsprachig und bedeutet übersetzt „Limitierte Auflage“. Die Musik und der Text wurden gemeinsam von Florian Apfl, Megan Ashworth und Patrick Gold komponiert beziehungsweise getextet. Musikalisch bewegt sich das Lied im Bereich der Popmusik, stilistisch im Bereich des Dance-Pop. Das Tempo beträgt 148 Schläge pro Minute. Die Tonart ist G-Dur. Inhaltlich geht es in Limited Edition darum, dass man sich nicht mit dem nächstbesten zufriedengeben soll, sondern man sich nimmt und das tut, auf was man Lust hat („Nur das Beste mit den Besten, nur die Kirsche auf dem Eis. Ich hab‘ wirklich lang getestet und ich mag nur den geilen Scheiß“). Mai selbst kommentierte den Inhalt mit folgenden Worten: „Ich mache seit Jahren, was sich richtig anfühlt, entwickle mich immer weiter, möchte niemals stehen bleiben, will nur das Beste, hab stets maximalen Anspruch an meine Arbeit, will höher, schneller, weiter – aber mit Leichtigkeit.“ |

Aufgebaut ist das Lied auf zwei Strophen und einem Refrain. Es beginnt mit der ersten Strophe, an die sich erstmals der Refrain anschließt. Dieser klingt mit dem sogenannten Postchorus aus. Darauf folgt die zweite Strophe, auf die zunächst der Prechorus einsetzt, der sich aus einem wiederholenden Zweizeiler zusammensetzt, ehe erneut der eigentliche Refrain mit seinem Postchorus, erfolgt. Das Lied endet danach mit einer weiteren Wiederholung des Refrains, der nochmal mit seinen drei Bestandteilen dargeboten wird. Alle einzelne Bestandteile wurden als Vierzeiler verfasst.

## Mitwirkende
| Liedproduktion - Florian Apfl: Komposition, Liedtext, Musikproduktion, Programmierung - Megan Ashworth: Komposition, Liedtext - Matthias Distel (Ikke Hüftgold): Musikproduktion - Dominik de Leon: Musikproduktion, Programmierung - Patrick Liegl (Patrick Gold): Abmischung, Komposition, Liedtext, Mastering, Musikproduktion - Vanessa Mai: Gesang | Visualisierung - Paul Hüttemann: Fotografie Unternehmen - Ariola: Musiklabel - BMG Rights Management: Musikverlag - Guesstimate Publishing: Musikverlag - Sony Music Entertainment: Vertrieb |

## Rezensionen
Darian Toofani vom deutschsprachigen Online-Portal schlagerfieber.de ist der Meinung, dass Vanessa Mai mit Limited Edition und der Zusammenarbeit mit Lola Weippert beweise, dass sie weit mehr als eine Schlagersängerin sei. Sie sei eine Künstlerin, die ständig wachse und sich entwickele, bereit sei, neue musikalische Territorien zu erkunden. Dieses Duo repräsentiere eine spannende neue Richtung in der deutschen Musikszene, die sowohl Fans als auch Kritiker gleichermaßen fasziniere und begeistere. Das Lied verwebe Elemente des Hyperpops mit tanzbaren Beats, was den Titel zu einem echten Ohrwurm mache. Die Textzeile „Ich bin noch nicht müde, lass mal tanzen noch ein bisschen“ symbolisiere das jugendliche, ungebremste Lebensgefühl, das Mai in ihrer neuen musikalischen Phase verkörpere. Das Lied stehe für Freiheit, Lebendigkeit und den Mut, neue künstlerische Pfade zu beschreiten.
Dominik Lippe von laut.de vergab zwei von fünf Sternen für das Album Matrix und ist der Meinung, dass Löwenherz der von Summerfield Records produzierte Titel sein dürfe, der am ehesten in die Schublade für handgemachte Musik passe und Limited Edition dazu das plakative Gegenstück mit Club-Szenario bilde.